# Bertha av Savojen
Bertha av Savojen, även kallad Bertha av Turin, född 1051, död 1087, var en tysk-romersk kejsarinna; gift 1066 med Henrik IV (tysk-romersk kejsare).
Hon var dotter till greve Otto av Savojen och den regerande markisinnan Adelaide av Susa. 
Bertha förlovades med Henrik 1055 och bröllopet stod 1066. Hon ska ha varit förälskad i honom och beskrivs som söt, men Henrik tyckte illa om äktenskapet eftersom det hade påtvingats honom, och han ska ha vägrat träffa henne mer än nödvändigt och haft många älskarinnor. 
År 1069 bad Henrik om skilsmässa och hävdade att äktenskapet inte var fullbordat, men hans ansökan avslogs. Därefter inledde han en relation med henne. Bertha följde med honom på hans vandring till Canossa 1077. 